# Burg Winkel
Die Burg Winkel ist eine abgegangene Niederungsburg 150 Meter südlich des „Unteren Hofes“ bei dem Ortsteil Winkelhof der Gemeinde Ummendorf im Landkreis Biberach in Baden-Württemberg.
Die Burg wurde vermutlich von den Herren von Winkler im 13. Jahrhundert erbaut, das Geschlecht wurde 1249 erstmals erwähnt. Ab 1368 waren die Besitzer der damals schon als Burgstall bezeichneten Anlage die Herren von Essendorf. Von der ehemaligen Burganlage ist nichts erhalten.